# Matías Catrileo
Matías Valentín Catrileo Quezada (Santiago, Chile, 11 de setembro de 1984 - 3 de janeiro de 2008), foi um estudante de agronomia chileno de etnia mapuche, morto enquanto participava de uma ocupação de terras em 3 de janeiro de 2008, em razão de um tiro disparado pelo policial Walter Ramírez que protegia o local. Sua morte motivou o repúdio de organismos de Direitos Humanos e diversas manifestações que se realizaram em diversas cidades do Chile.

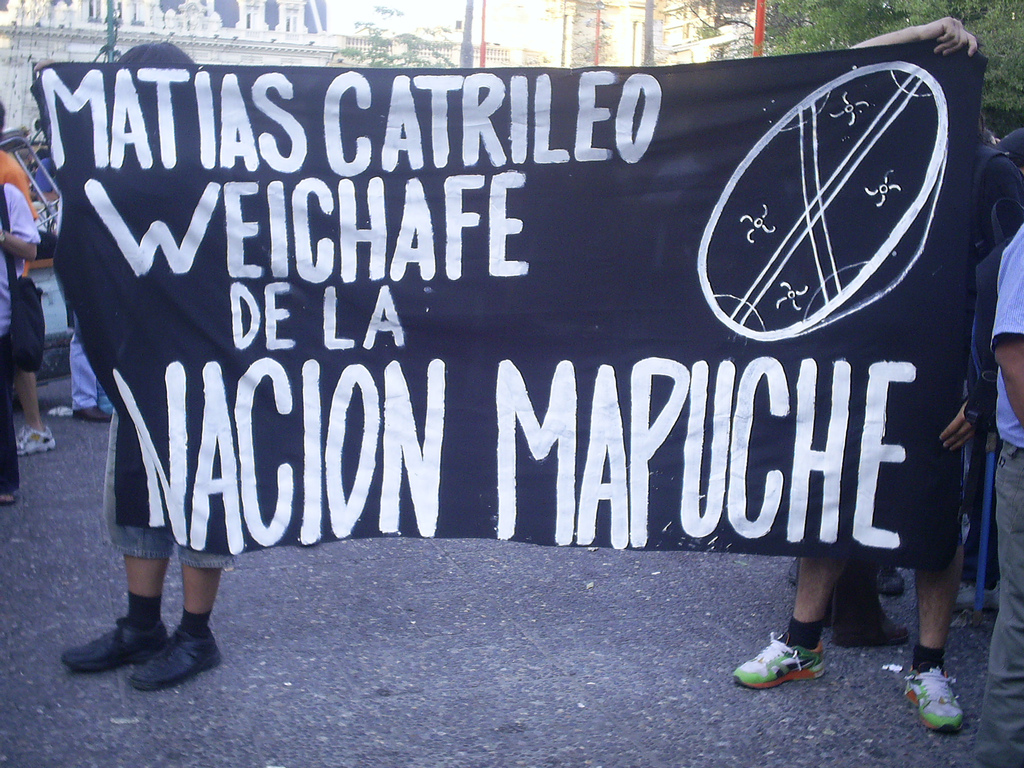

1. ↑  Calbucura, Jorge. «Vida y muerte de Matías Catrileo». www.mapuche.info. Consultado em 2 de agosto de 2017
2. ↑  «La biografía de Matías Catrileo». The Clinic (em espanhol). 3 de janeiro de 2018
3. ↑  «Folha Online - Mundo - Anistia Internacional critica governo chileno por negar repressão policial - 30/05/2009». www1.folha.uol.com.br. Consultado em 2 de agosto de 2017